# Зегелов, Александр Александрович
Александр Александрович Зегелов (1858—1939) — русский военачальник, генерал от инфантерии.

## Биография
Родился 31 марта 1858 года в православной дворянской семье Харьковской губернии.
Образование получил в Михайловском Воронежском кадетском корпусе.
В службу вступил 1 сентября 1874 года. Окончил 2-е военное Константиновское училище (1876). Выпущен подпоручиком (ст. 10.08.1876) с зачислением по армейской пехоте и прикомандированием к лейб-гвардии Московскому полку.
Участник русско-турецкой войны 1877—1878. Прапорщик (ст. 08.08.1877) лейб-гвардии Московского полка. Подпоручик (ст. 30.08.1877).
Окончил Николаевскую академию Генерального штаба (1882; по 1-му разряду). Поручик гвардии с переименованием в штабс-капитаны Генштаба (ст. 04.04.1882).
Состоял при Харьковском военном округе. Старший адъютант штаба 31-й пехотной дивизии (24.11.1882—26.01.1888). Капитан (ст. 08.04.1884). Цензовое командование ротой отбывал в 122-м пехотном Тамбовском полку (01.12.1885—09.09.1886). Штаб-офицер при управлении начальника 12-й местной бригады (26.01.1888-17.08.1890). Подполковник (ст. 24.04.1888). Штаб-офицер при управлении начальника 14-й местной бригады (17.08.1890—27.07.1892). Полковник (пр. 1892; ст. 05.04.1892; за отличие). Цензовое командование батальоном отбывал в 122-м пехотном Тамбовском полку (21.05.—21.09.1892).
Состоял в прикомандировании к Чугуевскому пехотному юнкерскому училищу для преподавания военных наук (27.07.1892—14.06.1896). Начальник штаба 1-й Кавказской казачьей дивизии (14.06.—22.11.1896). Начальник штаба 25-й пехотной дивизии (22.11.1896-24.02.1900). Командир 121-го пехотного Пензенского полка (24.02.1900—14.03.1904).
Генерал-майор (пр. 1904; ст. 14.03.1904; за отличие). Начальник штаба 11-го армейского корпуса (14.03.1904—10.01.1909). Генерал-лейтенант (пр. 1909; ст. 10.01.1909; за отличие). Начальник штаба Виленского военного округа (10.01.-21.02.1909). Генерал-квартирмейстер Главного управления Генерального штаба (21.02.—22.07.1909), ближайший помощник начальника Генерального штаба.
Начальник 33-й пехотной дивизии (с 22.07.1909), во главе которой вступил в Первую мировую войну. 14 февраля 1915 года принял командование над 3-м армейским корпусом 10-й армии (после отстранения генерала Епанчина). Генерал от инфантерии (пр. 22.03.1915; ст. 22.03.1915; за отличие по службе). 22 августа 1915 года был переведен в резерв чинов при штабе Двинского военного округа. 6 октября 1915 года уволен от службы по болезни с мундиром и пенсией. В списке генералов на 1 августа 1916 года не значился.
После Октябрьской революции покинул Россию. Жил в Югославии, был председателем районного правления Общества офицеров Генштаба, 4-го отдела РОВС и председателем Центрального правления Общества русских офицеров в Югославии.
Умер в 1939 году.

## Награды
- Орден Св. Анны 4-й степени (1877);
- Орден Св. Станислава 3-й степени с мечами и бантом (1878);
- Орден Св. Анны 3-й степени с мечами и бантом (1878);
- Орден Св. Станислава 2-й степени (1887);
- Орден Св. Владимира 4-й степени (1890);
- Орден Св. Анны 2-й степени (1895);
- Орден Св. Владимира 3-й степени (1899);
- Орден Св. Станислава 1-й степени (1906);
- Орден Св. Анны 1-й степени (1912);
- Орден Св. Владимира 2-й степени с мечами (1915);
- Георгиевское оружие (11 апреля 1915 — за бои 04.10.-21.10.1914);
- Орден Св. Георгия 4-й степени (19 мая 1915 — за отличия в Галиции);
- Орден Белого Орла с мечами (1915).